# バート・クロツィンゲン
バートクロツィンゲン（標準ドイツ語：Bad Krozingen、アレマン語：Scrozzinga）は、ドイツ連邦共和国のバーデン＝ヴュルテンベルク州に属する保養都市。人口は約1万8千人。
1911年、石油調査のために行われたボーリングにより温泉が見つかり，温泉を活かした街づくりを目指す保養地・温泉地となった．1913年より保養観光客を受け入れ開始。1933年より都市名にバート(Bad)を付与。
Vita Classica-Therme、Kur-Park、Reha-Kliniken、Herzzentrumといった各種の温泉保養施設が開設された。バートクロイツィンゲンの炭酸泉は温泉1リットル当たり2180mgであり、二酸化炭素含有量は世界一を誇る。